# Ramazan Özcan
Ramazan Özcan (Hohenems, 28 giugno 1984) è un ex calciatore austriaco di origine turca, di ruolo portiere.

## Carriera

### Club
Inizia a giocare nel BNZ Vorarlberg e nel 2003 si trasferisce all'Austria Lustenau, in Erste Liga. Alla prima stagione con l'Austria Lustenau conquista la promozione nella Bundesliga austriaca, concludendo il campionato al secondo posto dietro il Wacker Tirol. Nel 2006 viene acquistato dal Red Bull Salisburgo, ma durante la stagione gioca in prevalenza con la squadra riserve, che guadagna la promozione Erste Liga. Con la prima squadra disputa solo le ultime due partite della stagione 2006-2007, senza però convincere, esordendo a Salisburgo il 9 maggio 2007 contro il Pasching (3-2 per gli ospiti il risultato finale).
Nel gennaio 2008 il Red Bull Salisburgo lo cede in prestito all'Hoffenheim, squadra tedesca di Zweite Bundesliga, dove, anche a seguito dell'infortunio di Haas, disputa tutte le 17 rimanenti partite, subendo solo 13 gol e contribuendo così alla promozione in Bundesliga dell'Hoffenheim, ottenuta con il secondo posto in campionato alle spalle del Borussia Mönchengladbach.
Nel gennaio 2009 passa in prestito con diritto di riscatto al Beşiktaş.

### Nazionale
Ha disputato 23 partite con l'Under-21.
Il 28 maggio 2008, a seguito della rinuncia forzata di Payer, è stato inserito dal CT Hickersberger come terzo portiere nella lista dei 23 convocati della nazionale per l'Europeo 2008.
Ha debuttato in nazionale maggiore il 20 agosto 2008 in amichevole contro l'Italia (2-2), nella quale ha realizzato un autogol sbagliando un'uscita.
Viene convocato per gli Europei 2016 in Francia.

## Statistiche

### Presenze e reti nei club
Statistiche aggiornate al 20 giugno 2016.
| Stagione                | Squadra                 | Campionato              | Campionato | Campionato | Coppe nazionali | Coppe nazionali | Coppe nazionali | Coppe continentali | Coppe continentali | Coppe continentali | Altre coppe | Altre coppe | Altre coppe | Totale | Totale |
| Stagione                | Squadra                 | Comp                    | Pres       | Reti       | Comp            | Pres            | Reti            | Comp               | Pres               | Reti               | Comp        | Pres        | Reti        | Pres   | Reti   |
| ----------------------- | ----------------------- | ----------------------- | ---------- | ---------- | --------------- | --------------- | --------------- | ------------------ | ------------------ | ------------------ | ----------- | ----------- | ----------- | ------ | ------ |
| 2003-2004               | Austria Lustenau        | 2L                      | 26         | -25        | CA              | 1               | -3              | -                  | -                  | -                  | -           | -           | -           | 27     | -28    |
| 2004-2005               | Austria Lustenau        | 2L                      | 24         | -31        | CA              | 1               | -3              | -                  | -                  | -                  | -           | -           | -           | 25     | -34    |
| 2005-2006               | Austria Lustenau        | 2L                      | 36         | -32        | CA              | 1               | -1              | -                  | -                  | -                  | -           | -           | -           | 37     | -33    |
| Totale Austria Lustenau | Totale Austria Lustenau | Totale Austria Lustenau | 86         | -88        |                 | 3               | -7              |                    |                    |                    |             |             |             | 89     | -95    |
| 2006-2007               | Salisburgo              | BL                      | 2          | -5         | CA              | 3               | -2              | -                  | -                  | -                  | -           | -           | -           | 5      | -7     |
| ago.-nov. 2007          | Salisburgo              | BL                      | -          | -          | -               | -               | -               | -                  | -                  | -                  | -           | -           | -           | -      | -      |
| Totale Salisburgo       | Totale Salisburgo       | Totale Salisburgo       | 2          | -5         |                 | 3               | -2              |                    |                    |                    |             |             |             | 5      | -7     |
| gen.-giu. 2008          | Hoffenheim              | 2L                      | 17         | -13        | CG              | 2               | -4              | -                  | -                  | -                  | -           | -           | -           | 19     | -17    |
| 2008-2009               | Hoffenheim              | BL                      | 8          | -14        | CG              | 2               | -3              | -                  | -                  | -                  | -           | -           | -           | 10     | -17    |
| ago.-dic. 2009          | Hoffenheim              | BL                      | -          | -          | -               | -               | -               | -                  | -                  | -                  | -           | -           | -           | -      | -      |
| gen.-giu. 2010          | Besiktas                | SL                      | -          | -          | CT              | 2               | -4              | -                  | -                  | -                  | -           | -           | -           | 2      | -4     |
| 2010-2011               | Hoffenheim              | BL                      | -          | -          | -               | -               | -               | -                  | -                  | -                  | -           | -           | -           | -      | -      |
| Totale Hoffenheim       | Totale Hoffenheim       | Totale Hoffenheim       | 25         | -27        |                 | 4               | -7              |                    |                    |                    |             |             |             | 29     | -34    |
| 2011-2012               | Ingolstadt 04           | 2L                      | 22         | -30        | -               | -               | -               | -                  | -                  | -                  | -           | -           | -           | 22     | -30    |
| 2012-2013               | Ingolstadt 04           | 2L                      | 32         | -39        | CG              | 1               | -3              | -                  | -                  | -                  | -           | -           | -           | 33     | -42    |
| 2013-2014               | Ingolstadt 04           | 2L                      | 32         | -32        | CG              | 3               | -3              | -                  | -                  | -                  | -           | -           | -           | 35     | -35    |
| 2014-2015               | Ingolstadt 04           | 2L                      | 33         | -31        | -               | -               | -               | -                  | -                  | -                  | -           | -           | -           | 33     | -31    |
| 2015-2016               | Ingolstadt 04           | BL                      | 28         | -29        | -               | -               | -               | -                  | -                  | -                  | -           | -           | -           | 28     | -29    |
| Totale Ingolstadt 04    | Totale Ingolstadt 04    | Totale Ingolstadt 04    | 147        | -161       |                 | 4               | -6              |                    |                    |                    |             |             |             | 151    | -167   |
| 2016-2017               | Bayer Leverkusen        | BL                      | 0          | 0          | CG              | 1               | -1              | UCL                | 1                  | 0                  | -           | -           | -           | 2      | -1     |
| 2017-2018               | Bayer Leverkusen        | BL                      | 1          | -4         | CG              | 0               | 0               | -                  | -                  | -                  | -           | -           | -           | 1      | -4     |
| 2018-2019               | Bayer Leverkusen        | BL                      | 2          | -5         | CG              | 1               | 0               | UEL                | 1                  | -1                 | -           | -           | -           | 3      | -6     |
| 2019-2020               | Bayer Leverkusen        | BL                      | 0          | 0          | CG              | 1               | -1              | UCL+UEL            | 0+0                | 0                  | -           | -           | -           | 1      | -1     |
| Totale Bayer Leverkusen | Totale Bayer Leverkusen | Totale Bayer Leverkusen | 3          | -9         |                 | 3               | -3              |                    | 2                  | -1                 |             |             |             | 8      | -13    |
| Totale carriera         | Totale carriera         | Totale carriera         | 263        | -290       |                 | 19              | -29             |                    | 2                  | -1                 |             |             |             | 284    | -320   |

### Cronologia delle presenze e reti in nazionale
| Cronologia completa delle presenze e delle reti in nazionale ― Austria | Cronologia completa delle presenze e delle reti in nazionale ― Austria | Cronologia completa delle presenze e delle reti in nazionale ― Austria | Cronologia completa delle presenze e delle reti in nazionale ― Austria | Cronologia completa delle presenze e delle reti in nazionale ― Austria | Cronologia completa delle presenze e delle reti in nazionale ― Austria | Cronologia completa delle presenze e delle reti in nazionale ― Austria | Cronologia completa delle presenze e delle reti in nazionale ― Austria |
| Data                                                                   | Città                                                                  | In casa                                                                | Risultato                                                              | Ospiti                                                                 | Competizione                                                           | Reti                                                                   | Note                                                                   |
| ---------------------------------------------------------------------- | ---------------------------------------------------------------------- | ---------------------------------------------------------------------- | ---------------------------------------------------------------------- | ---------------------------------------------------------------------- | ---------------------------------------------------------------------- | ---------------------------------------------------------------------- | ---------------------------------------------------------------------- |
| 20-8-2008                                                              | Nizza                                                                  | Italia                                                                 | 2 – 2                                                                  | Austria                                                                | Amichevole                                                             | -1                                                                     | 46’                                                                    |
| 30-5-2014                                                              | Innsbruck                                                              | Austria                                                                | 1 – 1                                                                  | Islanda                                                                | Amichevole                                                             | -1                                                                     | 46’                                                                    |
| 18-11-2014                                                             | Vienna                                                                 | Austria                                                                | 1 – 2                                                                  | Brasile                                                                | Amichevole                                                             | -2                                                                     | 46’                                                                    |
| 31-3-2015                                                              | Vienna                                                                 | Austria                                                                | 1 – 1                                                                  | Bosnia ed Erzegovina                                                   | Amichevole                                                             | -1                                                                     |                                                                        |
| 17-11-2015                                                             | Vienna                                                                 | Austria                                                                | 1 – 2                                                                  | Svizzera                                                               | Amichevole                                                             | -2                                                                     |                                                                        |
| 29-3-2016                                                              | Vienna                                                                 | Austria                                                                | 1 – 2                                                                  | Turchia                                                                | Amichevole                                                             | -2                                                                     |                                                                        |
| 31-5-2016                                                              | Klagenfurt                                                             | Austria                                                                | 2 – 1                                                                  | Malta                                                                  | Amichevole                                                             | -1                                                                     | 46’                                                                    |
| 6-10-2016                                                              | Vienna                                                                 | Austria                                                                | 2 – 2                                                                  | Galles                                                                 | Qual. Mondiali 2018                                                    | -                                                                      | 46’                                                                    |
| 9-10-2016                                                              | Belgrado                                                               | Serbia                                                                 | 3 – 2                                                                  | Austria                                                                | Qual. Mondiali 2018                                                    | -3                                                                     |                                                                        |
| 12-11-2016                                                             | Vienna                                                                 | Austria                                                                | 0 – 1                                                                  | Irlanda                                                                | Qual. Mondiali 2018                                                    | -1                                                                     |                                                                        |
| Totale                                                                 |                                                                        | Presenze                                                               | 10                                                                     |                                                                        | Reti                                                                   | -14                                                                    |                                                                        |

## Palmarès

### Club

#### Competizioni nazionali
- Campionato austriaco: 1

Red Bull Salisburgo: 2006-2007
- Campionato tedesco di seconda divisione: 1

Ingolstadt 04: 2014-2015